# Only in the Way
Only in the Way er en amerikansk stumfilm fra 1911.